# Eisenbahnunfall von Villeneuve-Saint-Georges
Bei dem Eisenbahnunfall von Villeneuve-Saint-Georges entgleiste am 29. Juli 1937 im Bahnhof von Villeneuve-Saint-Georges ein Zug. 29 Menschen starben.

## Ausgangslage
Der Bahnhof Villeneuve-Saint-Georges liegt an der Bahnstrecke Paris–Marseille. Zug Nr. 107 der Compagnie des chemins de fer de Paris à Lyon et à la Méditerranée (PLM) verließ um 22:35 Uhr den Gare de Lyon in Paris auf dieser Strecke nach Nîmes. Er führte als vierten Wagen einen Wagen 3. Klasse älterer Bauart, der noch einen Aufbau aus Holz besaß. Diesem ersten Zug folgte 15 Minuten später der Zug Nr. 511 in Richtung Schweiz, der aber planmäßig auf anderen Gleisen durch den Bahnhof geleitet wurde.

## Unfallhergang
Die Mitarbeiter des Stellwerks verwechselten die beiden Züge, oder die vorgesehenen Fahrwege. Der Zug Nr. 107 befuhr daraufhin eine Weiche, die in abzweigender Stellung stand, mit 80 km/h, einer dafür viel zu hohen Geschwindigkeit. Der Zug entgleiste. Der hölzerne 3.-Klasse-Wagen wurde dabei schwer beschädigt.